# Juan de la Rubia
Juan de la Rubia(Vall d'Uixó, Castellón, 12 juin 1982) est professeur à l’École supérieure de musique de Catalogne (ESMUC) et organiste de la basilique de la Sagrada Familia de Barcelone. 

## Biographie
Juan de la Rubia est d'abord formé au Conservatoire de Valence, puis au Conservatoire de Barcelone, il se perfectionne à Université des Arts de Berlin et au Conservatoire de Toulouse.
Juan de la Rubia s’est produit sur les grandes scènes d’Europe, d’Amérique du Sud et d’Asie recevant un accueil excellent tant du public que de la critique. Son activité de concertiste a redoublé pendant ces dernières années. Juan de la Rubia a joué dans plus de vingt pays : en Espagne à l’Auditorio Nacional de Música de Madrid, au Palau de la Música Catalana à Barcelone, en Allemagne à la Konzerthaus de Berlin, à la Gewandhaus de Leipzig, à la cathédrale de Cologne, et en Russie, au théâtre Mariinsky et à la Philharmonia de Saint-Pétersbourg,,.
Il est, en plus, organiste de la basilique de la Sagrada Familia de Barcelone.
Il a joué en tant que soliste avec le Freiburger Barockorchester interprétant les concerts pour orgue de Haendel et les cantates de Bach, en basse continue et /ou comme chef d’orchestre de différentes formations instrumentales et vocales de musique ancienne. 
Juan de la Rubia est depuis 2005, professeur d'improvisation à l’École supérieure de musique de Catalogne (ESMUC) et organiste de la basilique de la Sagrada Familia de Barcelone. 
La presse a dit de lui : « De la Rubia unit avec une technique exquise le naturel et la spontanéité. » (Jorge de Persia, La Vanguardia, 2015). « Juan de la Rubia joue avec une mentalité de chef d’orchestre avec les mille recours qu’offre un grand instrument, l’orgue du Palau. » (Javier Pérez Senz, El País, 2015). « De la Rubia qui récemment nous a régalés avec un concert sensationnel accompagné du Freiburger Barockorchester a mis en œuvre son génie comme improvisateur. » (Jacobo Zabalo, Revista Musical Catalana, 2015).
Son répertoire va des œuvres de musique ancienne à celles de musique actuelle. Il a été félicité dans quatre domaines: pour la musique pour clavier de la Renaissance et du Baroque espagnols, pour les grandes œuvres du Romantisme (avec transcriptions d’œuvres de Wagner et de Brahms ; il a lui-même transcrit intégralement la Symphonie nº1 en do mineur, op. 68), pour ses improvisations et ses interprétations de Bach qu’il a jouées dans des villes étroitement liées au compositeur comme Arnstadt et Naumburg et enfin, pour l’Intégrale des œuvres de Bach pour orgue programmée par l’Auditorio Nacional de Madrid (2014-16) et le Festival Bachcelona (Barcelone).
Juan de la Rubia est un des interprètes de sa génération qui a gagné le plus de prix[réf. souhaitée], entre autres, celui du Concours permanent des jeunesses musicales d’Espagne, point d’inflexion décisif pour su carrière et celui du Palau décerné par Le Palau de la musique catalane.

## Prix
En 2002, Juan de la Rubia a remporté le Prix national, comme organiste à l'Eurovision des jeunes musiciens d'Espagne. Il est Lauréat du prix de l'Académie Royale des Beaux-Arts de Grenade.
Il est aussi Lauréat de nombreux concours de musique en Espagne : Prix Andrés Segovia, à Saint-Jacques-de-Compostelle (2002), Prix Euterpe  à Valence (2003), Prix du Palais de la Musique Catalane à Barcelone (2004).

## Discographie
- Bach : Fugue en sol mineur, Erbarm dich mein, o Herre Gott, Praeludium et Fuga en la mineur, Die Kunst der Fuge (Contrapunctus I), Dies sind die heilgen zehen Gebot, Valet will ich dir geben, Allein Gott in der Höh sei Ehr, Passacaglia en ut mineur, Christ, unser Herr, zum Jordan kam, Praeludium et Fuga en mi majeur (2016, 82records)[5],[6].
- La Música para órgano en el contexto del Motu Proprio : Luis Urteaga Iturrioz, Martin Rodríguez Seminario, Domingo Más y Serracant, Eduardo Torres Pérez, José María Beobide Goiburu, Jesús Guridi Bidaola - Orgue de la paroisse de Santiago de los Caballeros (es), Gáldar (6-29 décembre 2006, coll. « El Patrimonio musical hispano, » Sociedad Española de Musicología/Discan) (OCLC 805098599)
- In sono tubae : Camille Saint-Saëns, Alexandre Guilmant, Louis Vierne, Eduardo Torres, Cristòfor Taltabull, Maurice Duruflé - orgue Cavaillé-Coll de l'église Santa Maria la Real d'Azkoitia (28-30 août 2003, Banco de Sonido) (OCLC 431843762)
- A German soul : devotional music from 17th-century Hamburg : Johann Rosenmüller, Heinrich Scheidemann, Michael Praetorius, Franz Tunder, Matthias Weckmann, Johann Philipp Krieger, Dietrich Buxtehude - Laia Frigolé, soprano ; Ensemble Méridien, orgue de l'église paroissiale Nuestra Señora de la Asunción d'Alcora (février 2012, Brilliant Classics) (OCLC 873945753)

## Liens contextuels
- Improvisation à l'orgue